# Van de grotten en jungles van Hindoestan

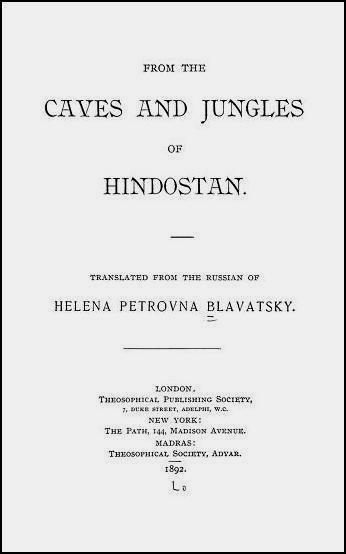
De eerste Engelse uitgave, 1892

Van de grotten en jungles van Hindoestan (From the Caves and Jungles of Hindostan) is een boek van de theosofe Helena Petrovna Blavatsky, dat in 1892 (postuum) werd uitgegeven in Londen, New York en Madras en in 1950 verscheen als Volume V binnen de serie Haar Verzamelde Geschriften. Het gaat over een denkbeeldig reisverslag door Hindoestan (India), waarbij ze de ervaringen van verschillende reizen die ze werkelijk had gemaakt samenbracht.
De teksten waaruit het reisverslag bestaat werden voor het eerst opgenomen in de Russische krant Moskovskieje Vedomosti ("Moskouse Kroniek") van de Universiteit van Moskou onder Michail Katkov, van 30 november 1879 tot januari 1882. De bijdragen werden vanuit India opgestuurd. Maar na 39 edities kwam er een abrupt eind aan het vervolgverhaal. In 1883 werd de hele tekst opnieuw gepubliceerd in de Roesski vestnik ("Russische Boodschapper"), eveneens van Katkov, waar ook Tolstoj, Toergenjev en Gontsjarov voor schreven. Ook hier werd de serie afgebroken in augustus 1883. Er kwam een vervolg van november 1885 tot augustus 1886, wat eindigde met 'Wordt Vervolgd' van Radda Bai (Blavatsky's pseudoniem). Maar het reisverslag is hierbij gebleven.
Al eerder, tussen 1877 en 1880, schreef Blavatsky vanuit New York acht artikelen voor de Pravda ("Waarheid") van Osip Florovitsj Dolivo-Dobrovolski en negen artikelen voor de Tiflisski vestnik ("Tifliser boodschapper") van vorst K.A. Beboetov in 1878.
Er werd in het werk ook kritiek geleverd op de Engelse bezetter van India, toen India nog een kolonie was van het Britse Rijk.

## Pelasgen en Cyclopen
Blavatsky onderschreef in dit boek de ideeën van Edward Pococke, auteur van India in Greece or Truth in Mythology (1855), dat Griekse namen van Indiase herkomst zijn. Met India wordt prehistorisch India aangeduid. Als de dichter Asius, uit ca. 700 v. Chr. over koning Pelasgus schreef, dat hij uit de zwarte aarde was gegroeid en Aeschylus in zijn Supplices (250-251), dat Pelasgus de zoon was van Palaichthôn, dan oppert Pococke, en Blavatsky met hem, dat Pelasgus weleens geboren zou kunnen zijn in Gayâ (eerder Jainam-Gayâ), de oude hoofdstad van Bihar, dat zelf eerder Palâsa en daarvoor Pâlivarta of Pâliktana heette. Paliktana was het land waar Pâli, de religieuze taal van de boeddhisten, werd gesproken. Pâli (oorspronkelijk, ruw) ging aan het Sanskriet (Samskrita, voltooid, gepolijst) vooraf. Pococke dacht dus dat Pelasgus niet uit Gaia (aarde) was geboren, maar de zoon was van Pâliktana (Palaichthôn), het oude vaderland van de Grieken en in Gayâ was geboren. De Pelasgen stamden van Pelasgus af.
Volgens Blavatsky vormen zesendertig Râjput-stammen, de Râjkula, de sleutel tot de herkomst van de Griekse volkeren. Na de Grote Oorlog tussen de Pandava's en Kuru's, beschreven in de Mahabharata, migreerden de stammen van de Sûryavansa's (zonvereerders) en hun tegenstanders de Induvansa's (maanvereerders) naar Kukarmadésa (het Land van Zonde, het westerse land). De Rajput-stammen hadden vaak dierennamen, wat zou verklaren dat Rama in de Ramayana door 'dieren' wordt bijgestaan.
Zo zouden ook de Cyclopen of Kuklôpes afstammen van de Gokula's van de Jumnâ.

## Krishna en Balarama
Blavatsky zette in dit boek ook uiteen waarom ze ervan overtuigd was dat Krishna overeenkomt met Apollo, zijn broer Baladeva (Balarama) met Hercules en (Siva)-Vâgîsa met Bacchus (Dionysos):
Volgens Plato was de religie van Griekenland in zijn geheel van Egypte overgenomen en kwamen de goden van zowel Griekenland als Egypte uit het oosten.
Krishna is Muralîdhara (fluitdrager) en god van de muziek en uitvinder van de 'chromatische verhouding'. De fluit ging aan de lier (van Apollo) vooraf. Vooral de bânslî (rietfluit) was het favoriete instrument van Kanyâ-Krishna. Krishna wordt onder zeven aspecten vereerd. Hij overwint de slang Nâgaputra, net als Apollo Python verslaat. Krishna doodt ook de zwarte slang Kâlîya-Nâga, zoals Apollo de kop van Hydra onder zijn hiel vertrapt. De mysteriën van zowel Krishna als Apollo werden in grotten opgevoerd. De gopî's (herderinnen), die krishna vergezellen, zijn de Muzen van Apollo, daar de belangrijkste onder hen aspecten van de godinnen Sarasvati en Lakshmi vertegenwoordigen, zoals wetenschap, kunst, wijsheid en poëzie. De Parnassus is een deel van de Paropamisos in Bamian en gaf haar naam aan de Griekse Parnassus. Het wordt Devanîka genoemd, bewoond door aardse goden, bhûdeva's, ofwel vergoddelijkte helden. Krishna en Rama trokken zich op de Parnassus terug in parnasi, kleine hutten van bamboe.
Volgens Diodorus droeg de Egyptische Apollo de titel Kan. Krishna-Kanyâ wordt Nîlanâth (blauwe god) genoemd. Blauw is het symbool van ruimte. Hij vergezelt de zielen van de gestorvenen naar Sûrya-Svarga (het zonneparadijs). Hij heeft dan een adelaarskop en een lotus in de hand. Ook de Egyptische Kan heeft een adelaarskop, een blauw lichaam en een lotus in de hand. Oulios is een van de namen van de Apollo van Delos. Hij is ook blauw en heeft een adelaarskop. Krishna is een zonnegod, heeft kudden koeien en stieren, die in de mythologie met de zon (Hari) zijn verbonden.
Baladeva, Krishna's oudere broer, geldt volgens Blavatsky als het prototype van Hercules. De Hari-Kula's waren de prinsen van de heldhaftige stam van Hari  (Zon). Een van hun leden emigreerde in de prehistorische tijden van de eerste farao's naar Egypte en rond hem werd de legende opgebouwd van de zonnegod Hêrakleês (van Hera en 'kleos', glorie, roem).
Vâgîsa was het prototype van Bacchus, met zijn luipaardvel, klimop en wijnranken (bilva). Vâgîsa verscheen op de berg Su-Meru (heilige berg) bij Bamian in de Paropamisos. Hij bracht er de mensheid landbouw en beschaving bij. De Grieken verwarden de berg met mêros (dij), wat leidde tot de mythe dat Bacchus uit Zeus' dij zou zijn geboren. Sumeru werd Sumêros en later Tomaros. 
Ook volgens Philostratus' Het leven van Apollonius van Tyana kwam Dionysos (Bacchus) van Nysa in India.
Dionysos en Herakles worden overigens ook in Arrianus' Indica vermeld. Arrianus heeft Megasthenes' Indica als bron. Dionysos zou naar India zijn gereisd en er hebben onderwezen en Herakles in India zelf zijn geboren. Dionysos stelde Spatembas aan als koning over het land en er waren 153 koningen en 6042 jaar tussen Dionysos en Sandrocottus (Chandragupta Maurya). Herakles was er 15 generaties later dan Dionysos.

## Tempelgrotten
Blavatsky bezocht en schreef over verschillende tempelgrotten, zoals de:

### Karla- en Kânherigrotten
De vraag was aan wie de Karlagrotten (Kârlî) toebehoorden: de boeddhisten of hindoeïstische brahmanen en hoe oud ze waren. 
Aangezien Gautama Boeddha zijn reformatie begon tégen het vereren van idolen en er veel godenbeelden in grotten als van Kârlî, Nâsik en Kânheri voorkomen, denkt Blavatsky dat de grotten aan de brahmanen toebehoorden. De muren verschenen immers tegelijk met de beelden. Van Kârlî werd in Blavatsky's tijd aangenomen dat de grotten waren gebouwd tussen de 3e en 1e eeuw v.Chr., niet later dan 95 v.Chr en van Nâsik in de 1e en 2e eeuw n.Chr. en boeddhisten zouden in de twee eeuwen voor en na Chr. er niet aan gedacht hebben idolen weer te geven, zo tegengesteld aan Boeddha's leer. 
Fergusson meende zelfs dat Kânheri tussen de 5e en 10e eeuw was gebouwd. Dr. James Bird vond er een koperen plaat in een tope (tempel) met in sanskriet dat de tope was opgericht als hommage aan de 'oude tempel' in het jaar 245 (189 n.Chr.). Maar Fergusson baseert zijn conclusies niet op inscripties. Aartsbisschop Heber dacht dat de Kânherigrotten gebouwd waren in de 1e of 2e eeuw v.Chr. Blavatsky noemt de Kânherigrotten elders boeddhistisch.
Boeddhisten zouden rond de 5e eeuw tot idolatrie zijn overgegaan en vriendelijke relaties met de brahmanen hebben opgebouwd, gebaseerd op inscripties in Nâsik over Gotamîputra, de beroemde koning van Andhra. Blavatsky weigert aan te nemen dat de boeddhisten tot idolatrie overgingen en dat de tempelgrotten daarmee boeddhistisch zouden zijn. Overgebleven boeddhisten in India versmolten volgens haar met de jaina's en deze 'sektariërs' uit de 5e eeuw bouwden zeker niet deze grotten. Zij gelooft dat het brahmaanse grotten betreft en dat de bouwers, 'half-bekeerd tot het boeddhisme', een beeld van boeddha, 'slechts nóg een god', aan hun beeldengalerij toevoegden. Boeddhabeelden konden in een latere tijd zijn toegevoegd. De brahmaanse idolen vormden een harmonieus geheel met de structuur zelf, terwijl boeddhabeelden later toegevoegd waren, zoals in de Chaitya-Gṛiha in de Kânheri-tempels.
De Kârlîgrotten zouden volgens verhalen bibliotheken en ondergrondse doorgangen hebben. Sommige bovengrondse gangen komen nergens op uit en moeten ooit doorgangen hebben gehad, die nu verdwenen zijn. Volgens Fergusson dateerde grot 1 van ca. 200 v.Chr. (of 3e eeuw v.Chr.), na Prinseps ontcijfering van de inscriptie op de Siṉhastambha (leeuwenzuil), die vermeldt dat de zuil een geschenk was aan de tempel, van Ajmitra Ukass, zoon van Saha Ravisabhoti. Een andere inscriptie toont dat de tempel bezocht werd door Datthama Hara (Dattagamini), de koning van Ceylon, in het twintigste jaar van diens regering (163 v.Chr.).
Veel kleinere tempelkloosters (vihâra's) van Kârlî  zouden volgens archeologen veel ouder zijn dan het hoofdklooster. De geleerde en ingewijde brahmanen blijven stil over hun geheime grotten en voorkomen archeologisch onderzoek. Ze willen hun heilige schatten behouden en hebben er ervaring mee, dat hun boeken worden vernietigd als ze in verkeerde handen vallen, als van de moslims en katholieke padri's. De enorme bibliotheken bevatten informatie over de geschiedenis van India en zouden licht doen schijnen 'op de moeilijkste problemen van de universele geschiedenis'. Het grootste deel is in handen van de jaina's, de oudste sekte, en de Râjputâna Thâkurs (thakurs van Rajputana)

### Elephantagrotten
De architecturale stijl van Elephanta en Karlî zijn volgens Blavatsky hetzelfde, en Fergusson kon dus moeilijk Elephanta jonger dateren dan Kârlî. Elephanta en Kânheri aan de boeddhisten toeschrijven en hun bouw in de 5e en 6e eeuw (Elephanta) en 10e eeuw (Kânheri), is volgens Blavatsky een 'erg vreemd en ongefundeerd anachronisme'. Volgens haar was er in de 1e eeuw geen enkele invloedrijke boeddhist meer in India. Boeddhisten werden vervolgd door de brahmanen en vluchtten met duizenden tegelijk naar Ceylon en over de Himalaya's. Na de dood van Asoka verloor het boeddhisme steun en werd haar plek 'volkomen ingenomen door theocratisch brahmanisme'. Elephanta en Sâlsette, zo dicht bij Mumbai, staan vol hindoeïstische tempels en kunnen moeilijk een toevluchtsoord voor boeddhisten zijn geweest, zoals Fergusson stelt. Deze gehate ketters kunnen moeilijk kans hebben gekregen in de heilige 'stad van grottempels' (Ghârâpuri) boeddhistische pagoda's te bouwen.
De bouw van de Elephantatempels moet eeuwen hebben gevergd. De drie grotten (de centrale en aan weerszijden) zouden volgens Blavatsky uit hard porfier zijn gehakt. Volgens de brahmanen was de tempel gepland en begonnen door de Pandava's (5000 jaar geleden), de vijf zonen van Pâṇḍu, na 'de grote oorlog' (Mahabharata). Zij gaven de gelovigen opdracht het werk na hun overlijden voort te zetten. Zo ging het werk na hun dood nog 300 jaar door.
Volgens Blavatsky is er een ondergrondse tunnel, die tot ver onder de zee reikt, waar ze meer dan 2 mijl met Pârsî-gidsen in afdaalde en bijna stikten.

### Nasikgrotten
De grotten liggen op vijf mijl afstand van Nâsik, 'een van de oudste steden van India'. Nâsik komt van nâsikâ (neus) en houdt verband met de epische legende, waarin Lakshmana, de broer van koning Rama (een avatar van Vishnu), op deze plek de neus afsloeg van Sûrpaṇakhâ, de reuzin en zuster van Râvana, de koning van Lanka (Sri Lanka). Nâsik was ook het vaderland van Hanuman, de apengod, die Rama hielp om zijn vrouw Sita (incarnatie van Lakshmi, Vishnu's vrouw) uit Ravana's hoofdstad te bevrijden.
De belangrijkste Nasikgrotten zijn gehouwen uit de berg Pâṇḍu-Lena en de traditie brengt deze 'cyclopische' structuren in verband met de vijf Pâṇḍava's. De grotten zouden volgens archeologen interessanter en belangrijker zijn dan de Elephanta- en Kârlîgrotten bij elkaar en toch was het niet duidelijk wanneer, door wie en door welke godsdienst ze gebouwd waren. Beelden op de hoofdmuren zijn vergaan, terwijl de zes kolossen die de hoofdgrot op de tweede verdieping dragen goed bewaard zijn. Daaruit zou af te leiden zijn dat het werk aan de grot vele eeuwen eerder begonnen was dan het werd voltooid. Op de pedestal van een van de kolossen is een inscriptie in Sanskriet, die wijst op een datum voor deze toegevoegde werken van 453 v.Chr., op basis van de samenstand (conjunctie) van planeten.
De eerste grotten zijn gehouwen 250 voet boven de basis van de conische heuvel. In de middelste staan drie beelden van Boeddha, in de grotten aan weerszijden staan een lingam en twee jaina idolen. In de bovenste grot  staat een beeld van Dharma-Râjan of Yudhishthira, de oudste broer van de Pandava's. Daarboven is een heel labyrint aan cellen waar boeddhistische kluizenaars leefden. Er is een enorm beeld van Boeddha in een rustende houding en een ander van kolossale afmetingen omringd door zuilen, waarvan de kapitelen de figuren van verschillende dieren dragen. Er is sprake van verschillende stijlen en perioden.

## Kritiek
Volgens de Encyclopedia Britannica van 1911 was Blavatsky een ontmaskerde goochelaar, die met haar trucs sceptici wilde overtuigen en zo leden wilde werven voor haar theosofie. Engelsen zagen in haar een spion voor de Russische geheime dienst Ochrana, toen ze door India reisde en kritisch in Russische tijdschriften schreef, over hun racistische omgang met inheemse bewoners (de Indiër werd inferieur aan de Britse kolonisator beschouwd) en hun overdreven angst voor verzet en aanslagen.